# Willem Hendrik Brachthuizer
Willem Hendrik Brachthuizer (Amsterdam, 29 maart 1806 – aldaar, 6 augustus 1833) was een Nederlands organist en componist.
Hij was zoon van organist Daniël Brachthuizer en Maria Elisabeth Mertens. Oom Gerrit Brachthuizer was organist in Groningen, broer Jan Daniël Brachthuizer organist in Amsterdam.
Hij kreeg zijn muziekopleiding van zijn vader. Hij werd vervolgens organist van de Engelse kerk en later (1830) van de Oude Kerk in Amsterdam. Hij was tevens betrokken bij de inwijding van het nieuwe kerkorgel van de Grote Kerk te Harderwijk
Van zijn hand verscheen een aantal composities:
- Six pièces mignonnes pour le piano à quatre mains; Theune & Comp., Amsterdam, 1832.
- Bonbonnière musicale (Marche, Walse, Arioso, Pasredouble, Rondo, Quadrille); Theune & Comp., Amsterdam, 1832.
- Pseaumes et cantiques avec preludes de piano
- Koraalboek voor de evangelische gezangen der hervormden in Nederland voor de piano, uitgeverij R. de Vries, Monnickendam (1833).
- De schildwacht, met tekst van Jacob van Lennep, uitgeverij P. Meijer Warnars te Amsterdam (1830)
- Van Speyk, met tekst van Christianus Petrus Eliza Robidé van der Aa, uitgeverij G.J.A. Beijerinck (1831)
- Lied van de hofnar

- International Standard Name Identifier: 0000 0003 9472 5792
- Nederlandse Thesaurus van Auteursnamen: 071431543
- Virtual International Authority File: 289267332
- WorldCat: E39PBJdWPfDXJbrWDFDvmMrcyd